# Girnik (Donetsk)
Girnik (en ucraniano: Гірник, romanizado: Hirnyk; en ruso: Горняк, romanizado: Gorniak) es una ciudad ucraniana perteneciente al óblast de Donetsk. Situada en el este del país, es parte del raión de Pokrovsk y del municipio (hromada) de Kurájove.

## Geografía
Girnik está a orillas del río Vovcha, 14 km al sur de Selídove y 40 km al oeste de Donetsk. 

## Historia
La ciudad se estableció en 1958 en el lugar de un asentamiento minero llamado Sotsjorodok (en ucraniano: Соцгородок; en ruso: Соцгородок) que existió desde 1938, cuando alrededor de Kurájove se construyeron varias minas. Poco después de la construcción de la mina Kurajivka Nº 40, a fines de 1938, se construyó los primeros 60 edificios residenciales.
Con el comienzo de la Segunda Guerra Mundial y el avance de las fuerzas de la Alemania nazi, los comunistas locales volaron ambas minas construidas y la mayor parte de la población que no se movilizó fue evacuada a Karagandá. La ciudad fue tomada por las fuerzas alemanas nazis el 20 de octubre de 1941. Durante la ocupación, la ciudad pudo restaurar las dos minas en ruinas y terminar la tercera. También existía un pequeño grupo de resistencia clandestina de comunistas locales, pero varios de ellos en el verano de 1942 volaron en un campo minado. El 8 de septiembre de 1943, Sotsmistechko fue liberado por el Ejército Rojo.
El 27 de septiembre de 1958, Sotsmistechko se fusionó con sus asentamientos vecinos (Prommaidanchik, Zhovtneve, Peremoja, Pershotravneve, Komsomolske) en la ciudad de Girnik. En ese momento en la ciudad estaban operando una fábrica de bloques de cemento, un complejo en la producción de materiales de construcción, una fábrica de pan, una fábrica de bebidas no alcohólicas, una división del holding de construcción "Artemzhytlobud". En 1969 en la ciudad se construyó una estación de autobuses interurbanos.
El 29 de octubre de 2014, agentes del SBU en la ciudad detuvieron a un grupo de tres militantes que participaban en la guerra del Dombás del lado de la autoproclamada República Popular de Donetsk, quienes poseían un arsenal de armas y municiones. El 13 de febrero de 2015, Girnik sufrió bombardeos con cañones antiaéreos Grad, matando a 3 personas. El 30 de septiembre de 2018, se construyó una nueva torre de televisión destinada a transmitir televisión ucraniana al territorio controlado por la RPD. Hasta 2020, Girnik fue parte del área municipal de Selídove pero desde entonces fue incorporada al raión de Pokrovsk.
Tras la invasión rusa de Ucrania, 2 residentes murieron y 10 personas resultaron heridas como resultado del bombardeo el 12 de diciembre de 2022. Desde el inicio de la ofensiva hacia Pokrovsk la ciudad pasó a estar bajo control del ejército ruso.

## Demografía
La evolución de la población de Girnik entre 1959 y 2022 fue la siguiente:
| 14 216                                                        | 14 646 | 14 745 | 16 203 | 14 207 | 11 822 | 10 984 | 10 357 |
| (Fuente: Cities & Towns of Ukraine y UKRAINE: Größere Städte) |        |        |        |        |        |        |        |

Según el censo de 2001, la lengua materna de la mayoría de los habitantes, el 83,81%, es el ruso; del 15,87 % es el ucraniano.

## Economía
La ciudad tiene dos minas de carbón: Kurajivska y Girnik, ambas hoy abandonadas. Ambas minas eran parte de la empresa estatal Selídovujillia.

## Infraestructura

### Transporte
La estación de tren más cercana, Tsukurija, se encuentra a 7 km de la ciudad. Desde allí, los ferrocarriles de la ciudad se extienden hasta el grupo de minas de Kurájove.